# 普洛布赛姆
普洛布赛姆（法語：Plobsheim，法語發音：[plɔbsaim] 或 [plɔpsaim]）是法国下莱茵省的一个市镇，位于该省东南部，属于斯特拉斯堡区。

## 地理
普洛布赛姆（48°28'11"N, 7°43'33"E）面积16.64 平方千米，位于法国大東部大區下莱茵省，该省份为法国大陆部分最东部的省份，是阿尔萨斯的一部分，今与上莱茵省组成了阿尔萨斯欧洲集体，其南至上莱茵省，西南接孚日省和默尔特-摩泽尔省，西接摩泽尔省，北与德国接壤。
与普洛布赛姆接壤的市镇（或旧市镇、城区）包括：埃尔什泰因、埃绍、诺尔杜斯。
普洛布赛姆的时区为UTC+01:00、UTC+02:00（夏令时）。

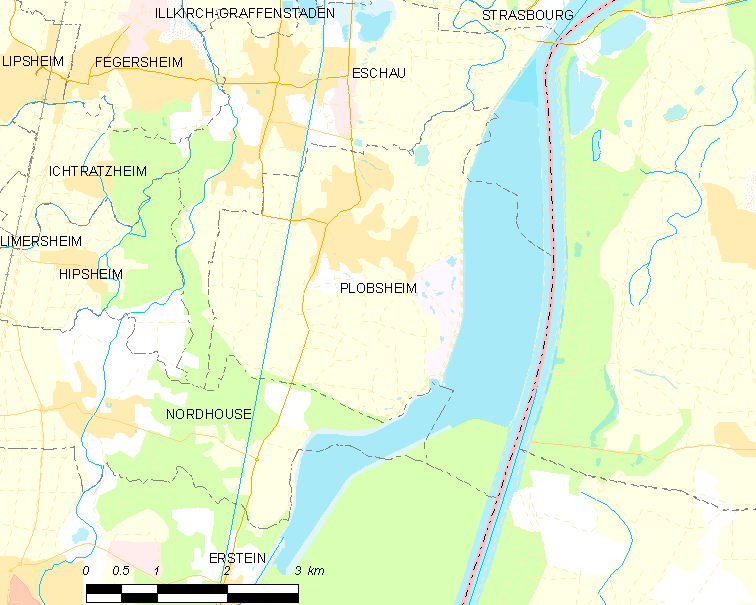
普洛布赛姆的OSM定位图

## 行政
普洛布赛姆的邮政编码为67115，INSEE市镇编码为67378。

## 政治
普洛布赛姆所属的省级选区为伊尔基什-格拉芬什塔登县。

## 人口

1962-2008年间普洛布赛姆人口变化图示

普洛布赛姆于2022年1月1日时的人口数量为4471人。